# Amphipyra erebina
Amphipyra erebina là một loài bướm đêm trong họ Noctuidae.